# Hüllfläche
Als Hüllfläche oder Umfassungsfläche eines beliebig geformten Volumens bezeichnet man die Summe aller es begrenzenden Oberflächen. Im Unterschied zur Mantelfläche von Rotationskörpern werden bei der Hüllfläche auch Unter- und Oberseiten (Decke und Boden) berücksichtigt.
Im Maschinenbau ist die Hüllfläche eines Motors die Form, die einen Motor einschließlich aller seiner Anbauteile umschreibt. Sie wird zum Beispiel bei der Planung von Motorräumen einer Karosserie in der CAD herangezogen.

## Bauwesen
Im Bauwesen spielt die Hüllfläche eine besondere Rolle bei der Bestimmung des Gebäudeenergiebedarfs.
Je kleiner die Umfassungsfläche eines Gebäudes im Verhältnis zum beheizten Volumen, desto weniger Energie geht durch Wände, Dach, Decken und Fußböden verloren. Dies drückt sich im A/V-Verhältnis aus, zu dessen Ermittlung die Gesamtheit aller wärmeübertragenden Flächen eines Gebäudes gegen die Außenluft bzw. Erdreich (sowie angrenzender niedrig- bzw. unbeheizter Bauteile) zusammen gerechnet und durch das umfasste Volumen geteilt wird. Bereits in der Wärmeschutzverordnung, in der darauffolgenden Energieeinsparverordnung (EnEv) und letztlich dem Gebäudeenergiegesetz (GEG) von 2020 werden entsprechende Berechnungsverfahren beschrieben.
Im Bauwesen besteht die Hüllfläche oft aus abwickelbaren Flächen. Bei Kuppelkonstruktionen ist dies jedoch nicht der Fall, da es sich dabei um zweifach gekrümmte Flächen handelt.